# 宋之普
宋之普（1602年—1669年），字則甫，號今礎，山東兗州府沂州珩頭人，明朝、南明、清朝政治人物。

## 生平
天啟七年（1627年）丁卯科山東鄉試第七十一名舉人，崇禎元年（1628年）戊辰科二甲第二十七名進士。改庶吉士，授禮科給事中，歷升刑科都給事中、太僕寺少卿、戶部左侍郎。弘光元年（1645年）七月魯王朱以海在紹興府自稱監國後，以戶部左侍郎兼任東閣大學士，同年九月去職。順治三年（1646年）降清後，任常州府知府，十三年（1656年）致仕歸里，康熙八年（1669年）卒。《聊齋志異·堪輿》中的宋侍郎即宋之普。

## 家族
父宋鳴梧，都察院左僉都御史。弟宋之韓。子宋念祖（儋州知州）、宋瞻祖（刑部郎中）。